# Karunesh
Bruno Reuter, alias Karunesh (né en 1956 à Cologne, en Allemagne) est un compositeur de musique allemand.
Après un très grave accident, il change totalement de vie et part en Inde. Là, il rencontrera Osho, dans l'ashram de Pune et sera initié.
Son nom spirituel, « Karunesh » est un mot sanscrit qui signifie compassion. De retour en Allemagne, il a vécu à Hambourg pendant cinq ans dans le « Rajneesh commune », où il apprit à développer sa créativité. Il y rencontra des musiciens du monde entier et y découvrit des styles et des traditions différentes.
Depuis son premier album en 1984 (Sounds Of The Heart), il a enchainé les succès et été reconnu parmi les meilleurs musiciens new age et world fusion. Depuis 1992, il vit à Hawaii.
« For my compositions it is important that there is always a connection between body, heart and soul. Rhythm is food for the body, melodies for the heart and atmospheres for the soul. My music should touch the listener on all three levels. »

## Discographie
Trois styles de musique composent la discographie de Karunesh :
World fusion
- 2012 - Colors of the East
- 2010 - Path Of Compassion (2 titres nouveaux + compilation)
- 2008 - Enlightenment (Compilation)
- 2006 - Joy Of Life
- 2006 - Global Village
- 2004 - Call Of The Mystic
- 2000 - Global Spirit

New age/relaxation
- 2010 - Beyond Time (Compilation provenant des albums Sounds of the Heart, Colours of Light, Sky's Beyond et Heart Symphony)
- 2010 - Enchantment (Compilation)
- 2005 - Beyond Heaven
- 2002 - Nirvana Cafe
- 2002 - The Way Of The Heart (attention : cet album existe aussi sous le titre "The Wanderer" mais il contient les mêmes titres)
- 2001 - Zen Breakfast
- 2001 - Silent Heart
- 1998 - Secrets Of Life
- 1990 - Heart Symphony
- 1989 - Sky's Beyond
- 1987 - Colours Of Light
- 1984 - Sounds Of The Heart

Méditation
- 2009 - Heart Chakra Meditation II
- 1994 - Beyond Body & Mind Meditation
- 1993 - Osho Chakra Sounds
- 1992 - Heart Chakra Meditation